# Gelāneh
Gelāneh (persiska: گلانه, گُلانِه, وِيلانِه) är en ort i Iran.   Den ligger i provinsen Kurdistan, i den nordvästra delen av landet, 500 km väster om huvudstaden Teheran. Gelāneh ligger 1 407 meter över havet och antalet invånare är 286.
Terrängen runt Gelāneh är bergig söderut, men norrut är den kuperad. Terrängen runt Gelāneh sluttar västerut.Runt Gelāneh är det ganska tätbefolkat, med 60 invånare per kvadratkilometer. Närmaste större samhälle är Marivan, 19,9 km nordväst om Gelāneh. Trakten runt Gelāneh består till största delen av jordbruksmark.